# 第一インターナショナル綱領
『第一インターナショナル綱領』または『国際労働者協会綱領』とは「第一インターナショナル」あるいは「国際労働者協会（IWA）」で採択された綱領である。1866年9月3-8日にかけて開催されたジュネーヴ大会の討議を受けて、カール・マルクスとフリードリヒ・エンゲルスによって時間をかけて総括され、全世界の労働者のため『個々の問題についての暫定中央評議会代議員への指示』というタイトルでIWA中央評議会に提出されたものである。同文書はIWAの最低限『綱領』として発表された。

## 採択の経緯
十九世紀当時は、資本主義経済の現実を美化し擁護する現状肯定的な主張と立場―ブリテンでは自由・労働主義であり、フランスではプルードン主義であり、ドイツではラッサール主義など妥協的で日和見的な半社会主義や自由民主主義―のイデオロギー支配が労働者の階級意識を曇らせていた。そのため、マルクスはジュネーヴ大会の討議内容に沿ってIWAの指針を提示することとした。『綱領』の内容とその射程は五点に要約できる。すなわち、1）労働組合の奨励と運動の支援、2）労働時間の短縮、3）婦人・児童労働の制限、4）税制問題の討議、5）常備軍の廃止を決議したのである。

## 『綱領』の内容

### 労働日の制限
労働時間の制限は、労働者の生活状態を決めるうえで非常に重要な問題であった。
ブリテンのような先進国に限らず工業化の過程にある国では、日の出から日没までの労働と合間の休息という前近代的な労働時間管理がいつまでも存続していた。農村で田畑を耕し、鍛冶場で精錬に従事するのも農民や職人の世界は労働の独立が保障された世界であるが、工場や事務所、店舗、邸宅など働く労働者は労働時間を使用者から管理される状況にあった。当然、人間生活の最低限度を保証するかしないかは貴族、資本家の恣意に委ねられ、この不平等な関係が労働者の人生の現実であった。
すでにブリテンでは1847年の工場法の通過成立により、労働時間が十時間に制限されていたが、それでも建築業や機械工など職種によってはまだまだ重労働であった。労働者は絶え間ない闘争によって労働時間の短縮を部分的ではあるが達成していたものの、それは個々の職種における業界ルールに留まるもので法的拘束力などない代物であった。しかし、アメリカの労働者は八時間労働の法制化獲得を要求しており、全世界がその考えに感銘を受けていた。
IWAは「労働日の制限は…先決条件である。労働者階級の…健康と体力を回復するためにも、またこの労働者階級に知的発達をとげ、社交や社会的・政治的活動に携わる可能性を保証するためにもぜひとも必要である」と時短運動の重要性を主張して、生活の質が向上していく道を確保して、次のステップを踏んでいくべきだと述べた。「方向としては夜間労働の完全な廃止を目指さなければならない」、「女子については夜間労働はいっさい厳重に禁止しなければならないし、また両性関係の礼儀を傷つけたり、女性の身体に有害な作用やその他の有害な影響を及ぼすような作業も、いっさい厳重に禁止されなければならない」と指摘して、健康を害し生活を破壊するきつい夜業の禁止、結婚前に重労働で命を落とすような女子労働が根絶されるように工場労働の抜本的改善が必要だと訴えた。

### 児童労働の制限

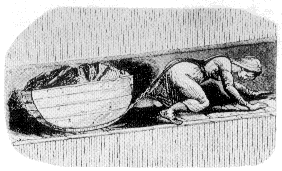
坑道で石炭をひく少女。19世紀中頃、このような児童労働の実態が議会でも採り上げられ問題となった

また、十九世紀社会は現代社会と同様に児童労働と子どもの貧困が最も深刻化した時代であった。あらゆる先進工業国が児童を酷使し、搾取し、虐げることを経済発展の糧としてあらゆる形態の人権侵害を恣にした。
一方、当時の社会では労働者階級に属す十八歳未満の児童が労働するのは一般的であった。古代中世から徒弟労働が近代工業社会にいたってもなお存在していたのである。徒弟修業には、技術習得の機会を与える教育的効果、そして人間として一人前にしていくという育成的な場を提供していた。したがって、こうした過酷な情勢に対して、IWAは「合理的な社会状態のもとでは、九歳以上のすべての児童は生産的な労働者とならなければならない。食うためには労働しなければならず、しかも頭脳によってではなく、手によって労働しなければならない」と言及し、児童労働に対して「現実主義」の立場を取った。ただし、「九歳から十七歳までの者を夜間労働や健康に有害なあらゆる職業に使用することは、いっさい法律によって厳重に禁止されなければならない」し、「資本のもとで歪められた忌まわしい形をとって」酷使して使いつぶすという資本主義経済に対して痛烈な批判をおこなった。
IWAは「労働が教育と結合されないかぎり、両親や企業家に年少者の労働の使用を許してはならない」と主張し、鋭いアンチテーゼを提出している。
児童を三つの等級に分けて区分し、別々に取り扱うことを提唱した。すなわち、第一級は九歳から十二歳までとしその使用を二時間に制限すること、第二級は十三歳から十五歳までとし四時間に、第三級は十六、十七歳として一時間以上の休憩を与えることを前提に六時間に制限することを提案した。そして労働を制約して自由な生活時間を約束することに加えて重要なことが教育を与えることである。
IWAは「労働者のひとりひとりは、窮迫がせまってやむなくされる非行を避けることができない。労働者はあまりにも無知なため、子どもの真の利益や人間の発達の正常な条件を理解できない場合が非常に多い」と述べる一方、「知的労働者は、自分の階級の将来、したがってまた人類の将来がひとえに若い労働者世代の育成にかかっていることを、十分に理解している」として児童問題の重要性を強調し、そして教育権を次のように語る。「初等学校教育は、おそらく九歳に達するより早くから始めることが望ましいであろう。児童と年少者の権利は守らなければならない。かれらは自分でそれを守るために行動することはできない。だから、かれらに代わって行動することが社会の義務である」。知育、体育、技術教育を軸として年齢に基づく発達学習を受けるプログラムが最適として提唱した。この技術教育を通じて、やがて製造の現場で通用する技術力を養い、製品を製造・販売して売り上げを小遣いとして若い生活を満喫できるように図り、やがて将来の飛躍を志していくように育成するべきであると認識を提示している。

### 政治参加の必要性
これらの具体的プランは法律によって施行されるべきものであるが、これらプランの提唱は労働立法の重要性を強調するものであった。マルクスは、立法活動に反対するアナーキストの反抗を退けて労働立法全般に関する声明を出し、次のように説いた。「この種の法律を通過させることで、労働者階級は支配権力を強化するのではなく、反対に、現在彼らを抑えるために使われているその権力を、自分自身の武器に変えるのである」。マルクスには、労働立法が労働者保護のための法的な盾となり、そして攻撃手段である武器として資本家を痛打する際に大いに役立つと考えていたのである。
ポーランドの復興が『綱領』に追加され、「民族自決権の実現を通して」、「民主的・社会主義的基礎をもつポーランドの再建」が要求された。また、ロシアの専制体制と大国主義的な侵略が強く非難され、ロシア帝国を擁護して反動主義を守ろうとするヨーロッパの君主国（ヨーロッパ大陸でもっとも未開的かつ野蛮な国がロシア帝国、そして次いで反動的なのがベルギー、オーストリア帝国、プロイセン王国、フランス第二帝政、ブリテン王国、新興国のアメリカ合衆国が世界を仕切っていた）、そして、国家とこれを牛耳る資本家に対抗する世界的連帯の確立が呼びかけられた。IWAは世界的な連帯によって一国家を非難し、制裁を呼びかける歴史的に初めての国際団体となった。同大会は国家への経済制裁の実施と国際的なスト破りの防止のために結束するよう呼びかけた。
IWAは各地の支部を基礎に、それぞれが連合評議会に統合され、さらにその上に運動全体を指導するものとして「中央評議会」すなわち総評議会が設置されていた。この総評議会を構成する代表は労働者団体が参加する大会で選出され、大会の決定を実行して大会に対して責任を果たすものとされた。IWAはマルクスが起草した決議のもとに、労働運動に反対するプルードン派を抑えて、ジュネーヴ大会で労働組合支援の立場を打ち出し、ストライキ支援のために資金援助をおこなうようになる。

### 労働組合に関する決議
マルクスは労働組合に関する歴史的決議を提出し、同案を採択に導いた。
マルクスは、労働組合の社会的歴史的な意義を非常に重視し、これまでの経済的利害の闘争と労使交渉に留まらない価値を主張しようとしていた。かれは社会革命的な役割を労働組合に付与し、全労働者階級の先陣として見なし、労働組合運動を鼓舞して、労働組合とその連合（歴史的にはブリテンのTUC・労働組合会議が代表例）を資本家による階級支配に対する要塞へと作り変え、また、すべての労働者階級、そして社会主義勢力の政治力を強化しようとする考えを鮮明にしたのである。これ以降、IWAへの労働組合の加入は増加し、また同時にIWAの指導下にあって労働闘争は一層激しく展開していくこととなる。